# 马尔科姆·威廉森
马尔科姆·本杰明·格雷厄姆·克里斯托弗·威廉森，AO，CBE（英語：Malcolm Benjamin Graham Christopher Williamson，1931年11月21日—2003年3月2日），澳大利亚作曲家。创作体裁十分广泛，风格上受到布里顿、梅西安以及流行音乐等的影响，但总体上是旋律性的。1975年起继阿瑟·布利斯任王室音乐指导，担任此职长达28年，直至2003年去世。其继任者为彼得·马克斯韦尔·戴维斯。